# Kerstin Schneider (Wirtschaftswissenschaftlerin)
Kerstin Schneider (* 1965) ist eine deutsche Wirtschaftswissenschaftlerin.

## Leben
Sie erwarb 1990 den M.A. in Economics an der University of Georgia und 1993 den Ph.D. in Economics bei Nadeem Naqvi ebenda. Von 1994 bis 2000 war sie wissenschaftliche Assistentin, Öffentliche Finanzen (Wolfram F. Richter), Wirtschafts- und Sozialwissenschaftliche Fakultät in Dortmund. Nach der Habilitation 2001 an der Universität Dortmund vertrat sie von 2003 bis 2004 den Lehrstuhl für Finanzwissenschaft und Steuerlehre, Fakultät für Wirtschaftswissenschaft in Wuppertal. Seit 2004 ist sie Lehrstuhlinhaberin für Finanzwissenschaft und Steuerlehre, Fakultät für Wirtschaftswissenschaft – Schumpeter School of Business and Economics der Universität Wuppertal.
Ihre Forschungsschwerpunkte sind Ressourcen und Anreize im Bildungswesen, Evaluation bildungspolitischer Maßnahmen, Schulwahl, Effekte und Erträge frühkindlicher Bildung, KI-basierte Studienverlaufanalyse.

## Schriften (Auswahl)
- mit Hendrik Jürges: What can go wrong will go wrong: Birthday effects and early tracking in the German school system. Mannheim 2007.
- mit Joachim Weimann: Den Diebstahl des Wohlstands verhindern. Ökonomische Politikberatung in Deutschland – ein Portrait. Wiesbaden 2016, ISBN 3-658-09494-X.